# نخود فرنگی
نخود فرنگی، نخود سبز یا به فارسی افغانستان مشنگ (نام علمی: Pisum sativum)، گیاهی از دستهٔ حبوبات است. دانه‌های نخود فرنگی داخل غلافی کیسه مانند قرار گرفته‌اند. این کیسه‌ها از گل به عمل آمده و در خود دانه‌هایی را جای می‌دهند، از این رو این کیسه‌ها نوعی میوه هستند، ولی طبق تعریف، دانه‌های نخود فرنگی در دستهٔ گیاهان طبقه‌بندی می‌شوند.
نخودفرنگی در واقع دانه یا تخم کروی شکل ریزی است که از گیاه نخود سبز به نام (Pisum Sativum) حاصل می‌شود.
نخود فرنگی از زمان‌های قدیم مانند خیلی از سبزیجات برای پخت‌وپز به کار می‌رفت. این گیاه معمولاً در فصول سرد سال یعنی از شروع زمستان تا اوایل تابستان کشت می‌شود.
نخودفرنگی غنی از پروتئین بوده و در عین حال مقدار زیادی ویتامین و املاح را نیز در خود جای داده‌است و از خوراکی‌های مغذی محسوب می‌شود. با نگاهی به جدول ارزش غذایی نخود فرنگی می‌توان گفت که هر صد گرم حاوی ۸۱ کیلو کالری انرژی، ۱۴/۴۵ گرم کربوهیدرات و ۵/۴۲ گرم پروتئین است. همچنین صد گرم نخود فرنگی دارای ۵/۱ گرم فیبر خوراکی است.

## نگارخانه

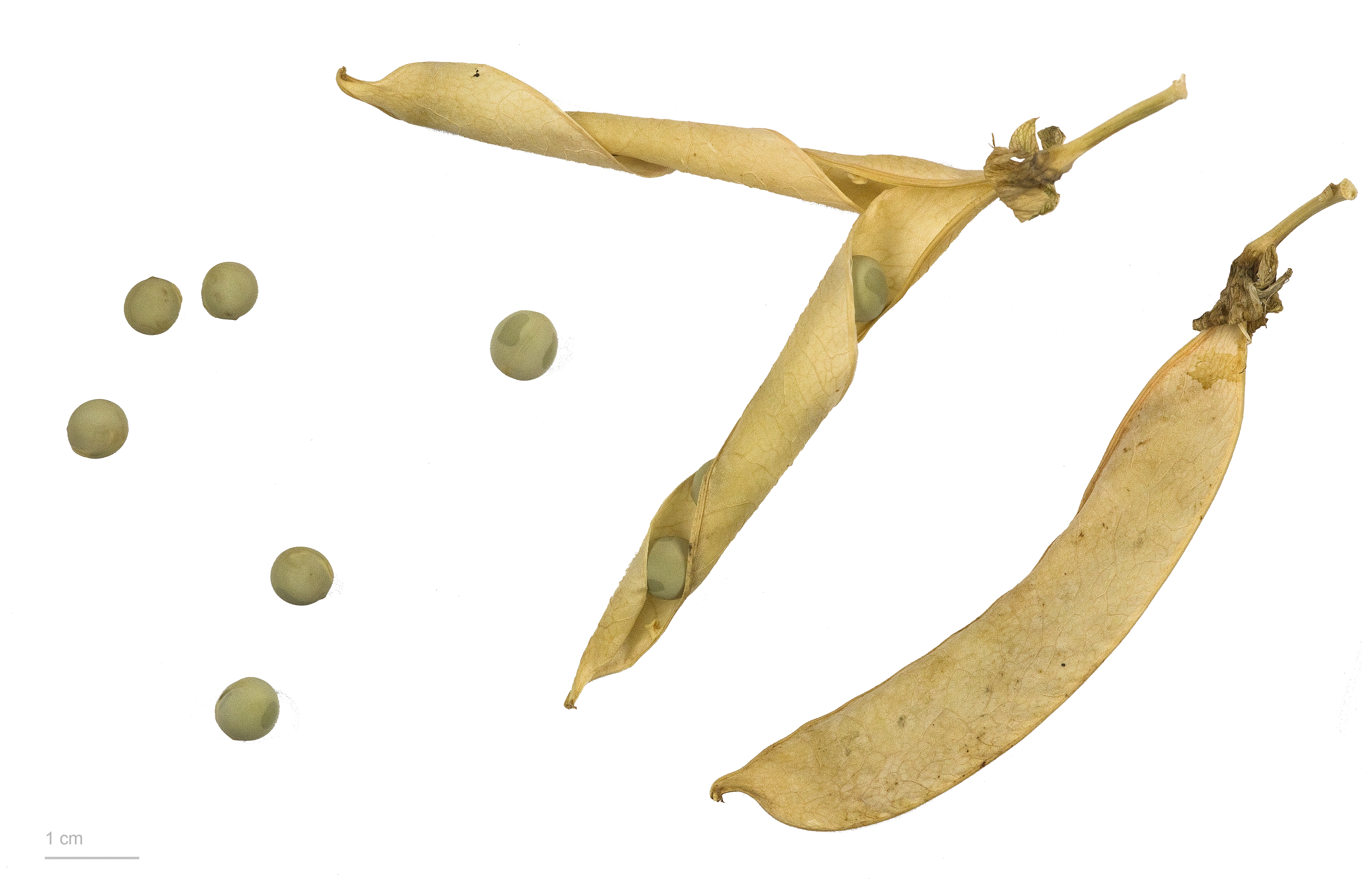
Pisum sativum
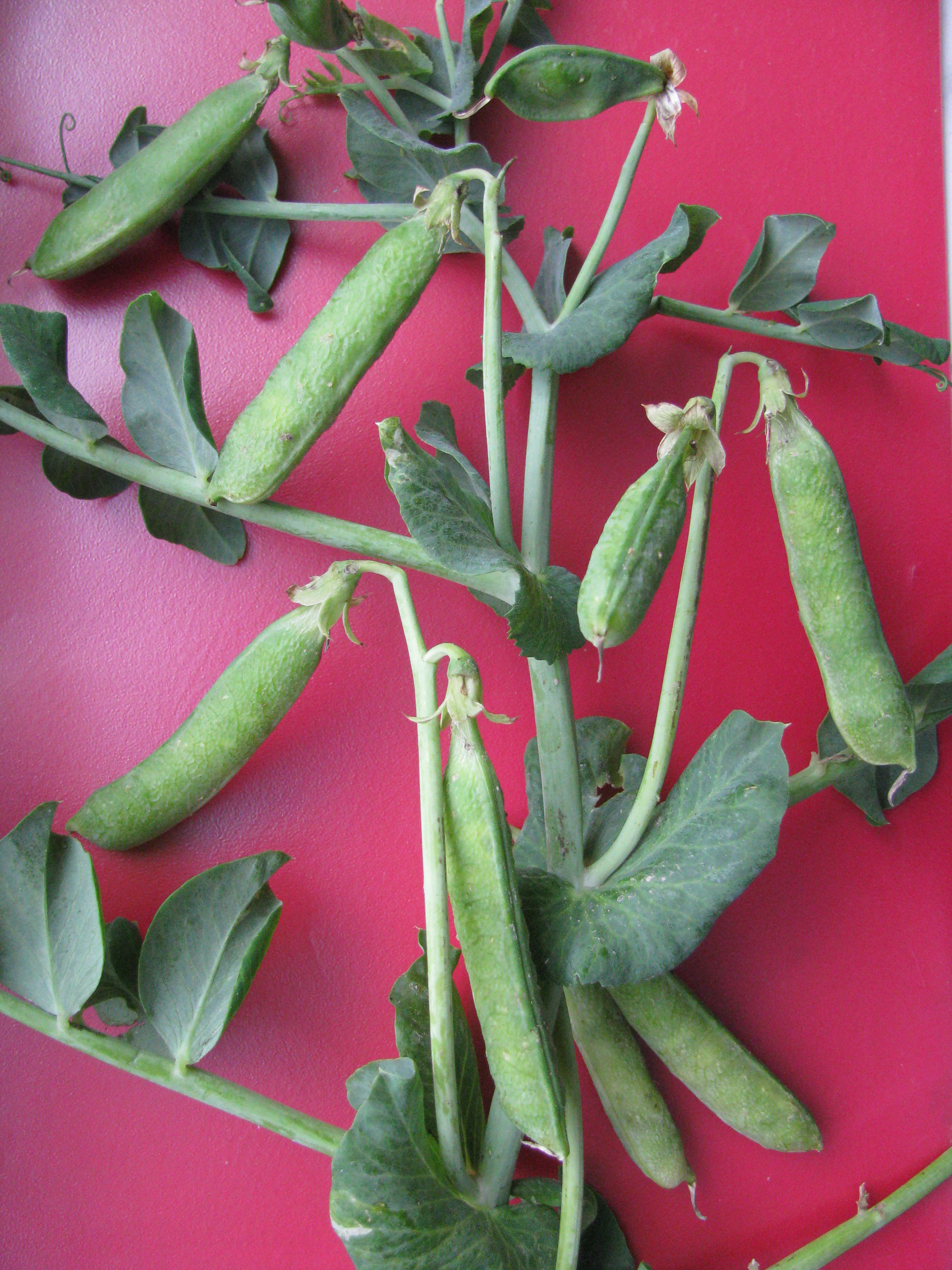